# Pyrenaearia organiaca
Pyrenaearia organiaca es una especie de molusco gasterópodo de la familia Hygromiidae.

## Distribución geográfica
Es endémica del Pirineo de Lérida (España).  